# Luis Montero
Luis Montero (* Piura, 1826 - † Callao, 1869), fue un pintor académico peruano uno de los más importantes y más referenciados en el siglo XIX. En 1847 recibió una "beca" del presidente Ramón Castilla para estudiar en la Academia de Florencia. En 1853 vuelve a recibir la segunda ayuda estatal del presidente peruano Rufino Echenique. Volvería a Florencia en 1861 para encumbrarse en este último viaje a Italia al pintar Los funerales de Atahualpa. Según Marco Iván Cabrera Hernández, en Montero confluyen dos tradiciones artísticas: el academicismo florentino ("escuela italiana") que lo formó y la escuela francesa que asimiló y se evidencia en su obra cumbre Los funerales de Atahualpa.

## Biografía
Desde pequeño tuvo vocación por la pintura aunque su primer revés lo experimenta a los nueve años, en  1835, cuando el pintor quiteño Yañiz (sic), probablemente José Anselmo Yáñez, se niega a enseñarle. En 1837, a los once años de edad recibió clases en la cárcel del francés Robert Tiller. Ya en Lima, en 1843, concurre durante un semestre a la Academia de Dibujo y Pintura de Lima, dirigida por el pintor Ignacio Merino. Realiza un retrato en miniatura del Presidente Ramón Castilla, lo que le valió una beca a Italia por parte del Estado Peruano, en 1847.
Llegó al puerto de Génova, y sigue Livorno donde es protegido por el Conde Ceppi quien lo conduce a Florencia, ingresando a la Academia de Bellas Artes de la ciudad, en que permaneció casi tres años, allí fue discípulo de Giuseppe Bezzuoli (1784-1855) y Servolini.
En 1851, presentó en Lima "El Perú libre" y "La degollación de los inocentes", obras realizadas en Italia. Su "Venus dormida", probablemente es el primer desnudo en la historia de la pintura peruana y americana, causó sensación cuando se exhibió en Lima en 1852. Obtuvo una segunda beca, con la cual parte al año siguiente. De este periodo es La limeña en la hamaca presentada en una exposición de Florencia de 1855.
Su segunda ayuda estatal es suspendida por el derrocamiento del gobierno de Echenique y tiene que retornar al Perú. En el camino, al llegar a Cádiz, retrata al hijo de Pezuela, Juan González de la Pezuela y Ceballos en 1855, por lo que varía su destino enrumbando hacia Cuba, donde se incorpora al Liceo de Artístico de La Habana y contrae nupcias con Juana López natural de Puerto Príncipe.
Regresa brevemente al Perú entre 1859 y 1861 para realizar retratos de personalidades limeñas. En 1862 se encuentra por tercera vez en Florencia tardando seis años en realizar su obra cumbre "Los funerales de Atahualpa" que le consiguió la consagración definitiva.
Volvería a Lima en 1868 para obsequiar su enorme lienzo al Congreso de la República el cual es aceptado por Ley del 26 de octubre de 1868: Art. 4 "El mencionado cuadro se colocará en el Salón de sesiones del Congreso" (asunto pendiente).
En 1869, la muerte le sorprendió con fiebre amarilla en el Callao, cuando se encontraba a punto de embarcarse nuevamente hacia Europa.

## Importancia
Según indica Marco Cabrera, Montero trasciende en la historia del arte americano porque inaugura el género del desnudo en el continente (La Venus dormida) y es pionero en desarrollar temas peruanos con éxito en la rigurosidad europea (La limeña en la hamaca y Los funerales de Atahualpa). En la tesis "Academicismo y retrato en la obra pictórica de Luis Montero" (UNMSM. Lima, 2013) se ha demostrado que, en el arte del pintor, recurren las estéticas de la Escuela Italiana y la Escuela Francesa.

## Obras
- PRIMER VIAJE A FLORENCIA
  - La Magadalena (1849)
  - El Perú Libre (1849-1851)

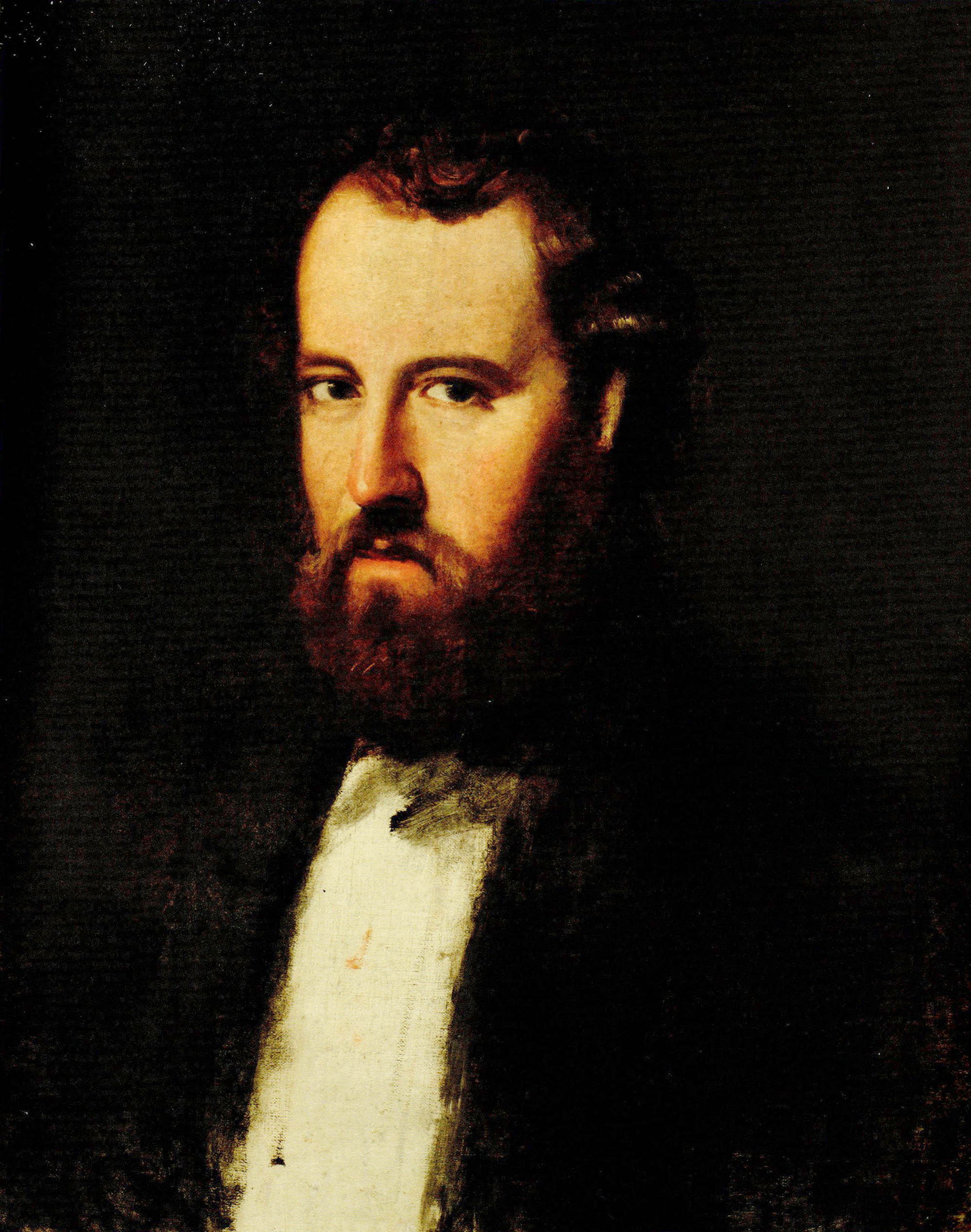
Retrato de Ignacio Merino realizado cerca a 1853-55, realizado en oleo sobre lienzo de 62.5 x 51.5cm

  - La degollación de los Inocentes (1849-1851)
  - El mendigo y su hija (1849-1851)
  - La Venus dormida (1849-1851)
- SEGUNDO VIAJE A FLORENCIA
  - La limeña en la hamaca (1855)
  - Retrato de Mercedes Diez Canseco de Irigoyen, 1861Retrato de Ignacio Merino (1855)

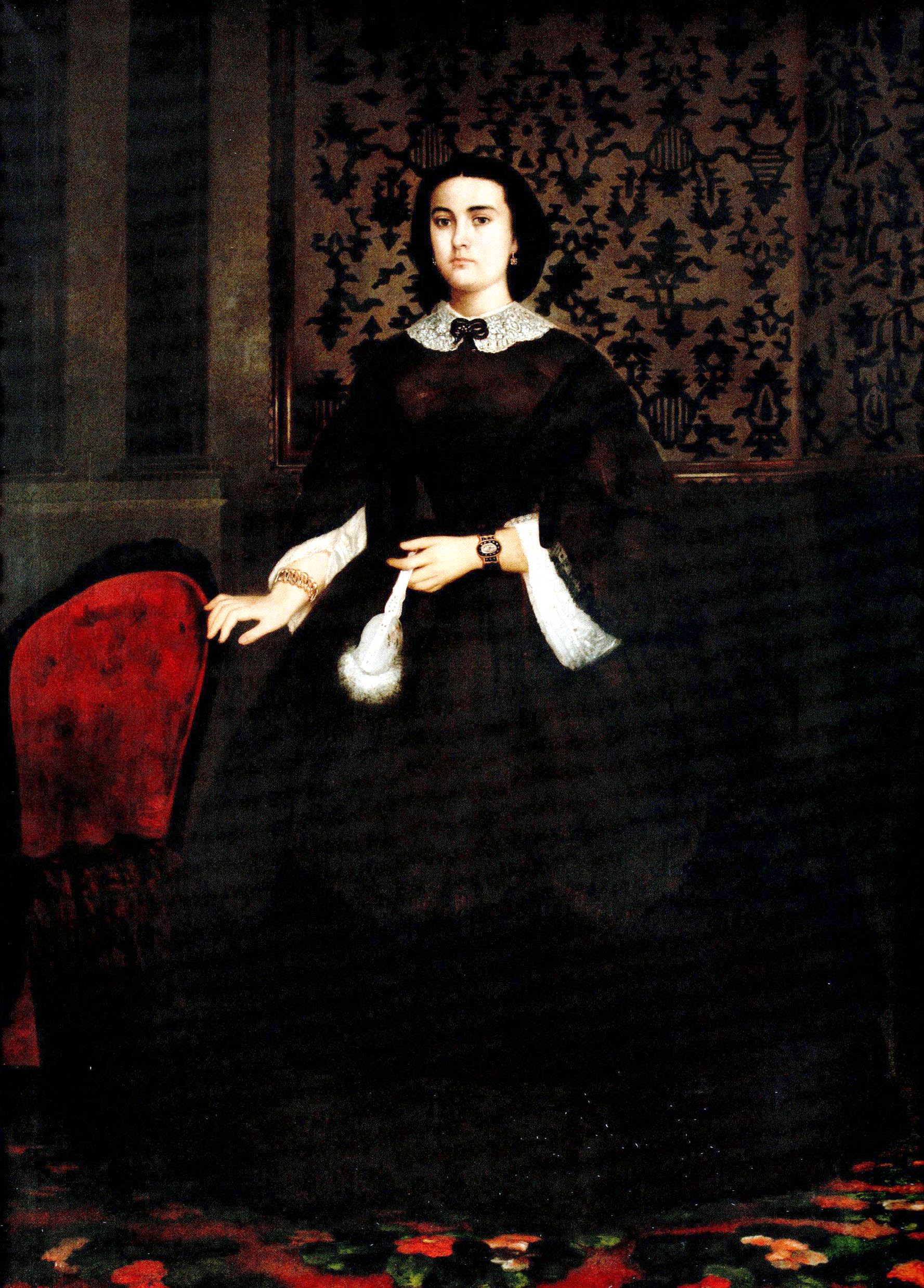
Retrato de Mercedes Diez Canseco de Irigoyen, 1861

  - El descanso después del baño (1857)

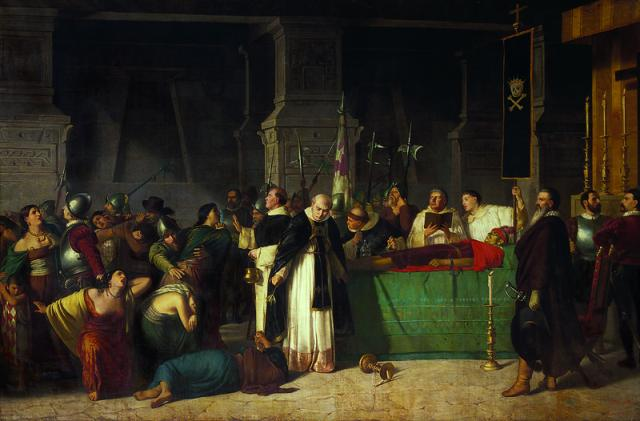
Los funerales de Atahualpa, Oleo sobre tela de 3.5m x 5.37m, pertenece a la Pinacoteca Ignacio Merino, en custodia en el Museo de Arte de Lima.

  - Retrato de Mercedes Diez Canseco de Irigoyen (1861)Los funerales de Atahualpa, Oleo sobre tela de 3.5m x 5.37m, pertenece a la Pinacoteca Ignacio Merino, en custodia en el Museo de Arte de Lima.
- TERCER VIAJE A FLORENCIA
  - Los funerales de Atahualpa (1865-1867)